# Nebulosa Iris
La nebulosa Iris (també coneguda com a NGC 7023 0 Caldwell 4), és una nebulosa de reflexió brillant de la constel·lació de Cefeu. NGC 7023 és de fet un cúmul estel·lar que hi ha dins la nebulosa LBN 487, il·luminada per un estel de magnitud +7, l'estel SAO 19158.
La nebulosa té una lluentor de magnitud +6.8 i està situada prop de l'estel de tipus variable Mira T Cephei, i a prop de l'estel variable Alfirk (Alphirk) de magnitud +3.23. Es troba a 1.300 anys llum i té un diàmetre de 6 anys llum.